# François Chauveau
Pour les articles homonymes, voir François Chauveau (abbé) et Chauveau.
François Chauveau, né le 10 mai 1613 à Paris où il est mort le 3 février 1676, est un dessinateur, graveur et peintre français.

## Biographie
François Chauveau est un dessinateur, peintre et graveur du XVIIe siècle. Deuxième fils de Lubin Chauveau et de Marguerite de Fleurs, il est né le 10 mai 1613 et est baptisé à l'église Saint-Paul. Il étudia dans l'atelier de Laurent de La Hyre et se spécialisa dans la gravure à l'eau-forte. Il épousa Marguerite Roger le 8 février 1652. En 1662, Louis XIV lui attribua le titre de Graveur du Roi ainsi qu'une pension. 
Il aurait eu plusieurs élèves comme : Nicolas Guérard, Jean-Baptiste Broebes et Edward Davis. Parmi ses enfants, on trouve René, Evrard et Louis Chauveau. Une fille de René épouse le graveur sur bois Jean-Michel Papillon. 
D'après Brienne, il fit aussi le commerce d'estampes,.
Nommé conseiller à l'Académie royale de peinture et de sculpture le 14 avril 1663, il mourut dans sa ville natale en 1676.

## Œuvre
François Chauveau a laissé un œuvre d'au moins 1 600 pièces (planches, frontispices, vignettes, écrans à main, etc.) ; il se consacra principalement à l'illustration de livres imprimés, religieux ou profanes. Il apporta une contribution recherchée à un grand nombre d'auteurs contemporains. Parmi les plus connus aujourd'hui, on peut citer des auteurs de romans héroïques telle Mademoiselle de Scudéry avec Artamène ou le Grand Cyrus, 1649-1653 (voir gravures) et Clélie, 1656-1660, ou le frère de celle-ci Georges de Scudéry avec Alaric ou Rome vaincue, 1654 ; on lui attribue la fameuse Carte de Tendre ; il réalisa de nombreux frontispices pour des auteurs dramatiques comme Pierre Corneille,  Scarron, Molière ou Racine, et contribua à une multitude d'autres ouvrages tels ceux de Boileau ou d'Arnauld d'Andilly ; il réalisa les 118 vignettes pour la première édition des Fables choisies de La Fontaine parues en 1668 (visible sur Wikisource). Ses motifs ont été par la suite repris par d'autres dessinateurs et graveurs : Jean Lepautre, Cochin père, etc.
Charles Perrault mentionne François Chauveau dans ses Hommes illustres qui ont paru en France… : il ne cite que trois autres graveurs : Callot, Mellan, Nanteuil.
L'inventaire de son œuvre figure dans le deuxième volume de l'Inventaire du fonds français de la Bibliothèque nationale, établi par Roger-Armand Weigert en 1951. Sur cet artiste, le 10 décembre 2022, Philippe Cornuaille a soutenue à la Sorbonne une thèse en Histoire de l'art intitulée "François Chauveau (1613-1676), dessinateur et graveur". Cette thèse de 1726 pages était placée sous la direction Marianne Grivel ; elle comprend les catalogues raisonnés et illustrés des œuvres gravées et dessinées de François Chauveau.

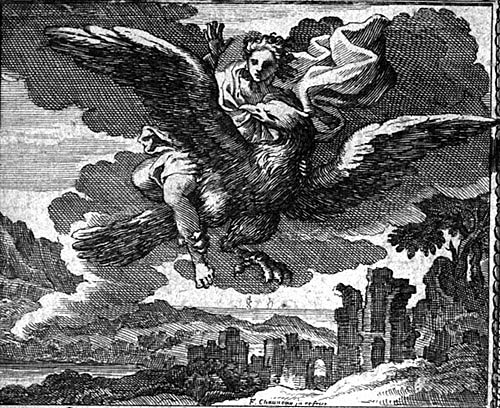
L'enlèvement de Ganymède
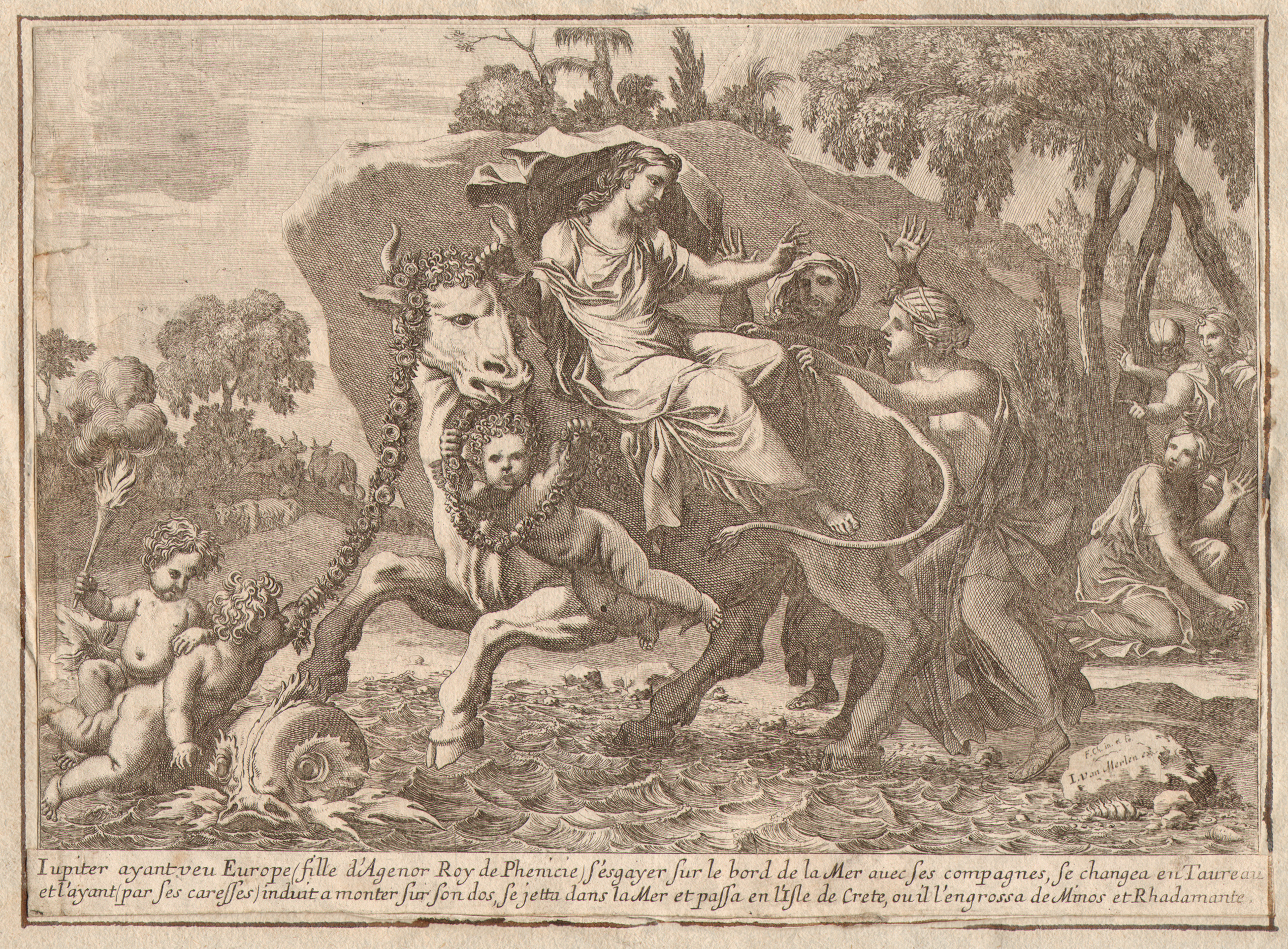
Métamorphoses d'Europe (1650).
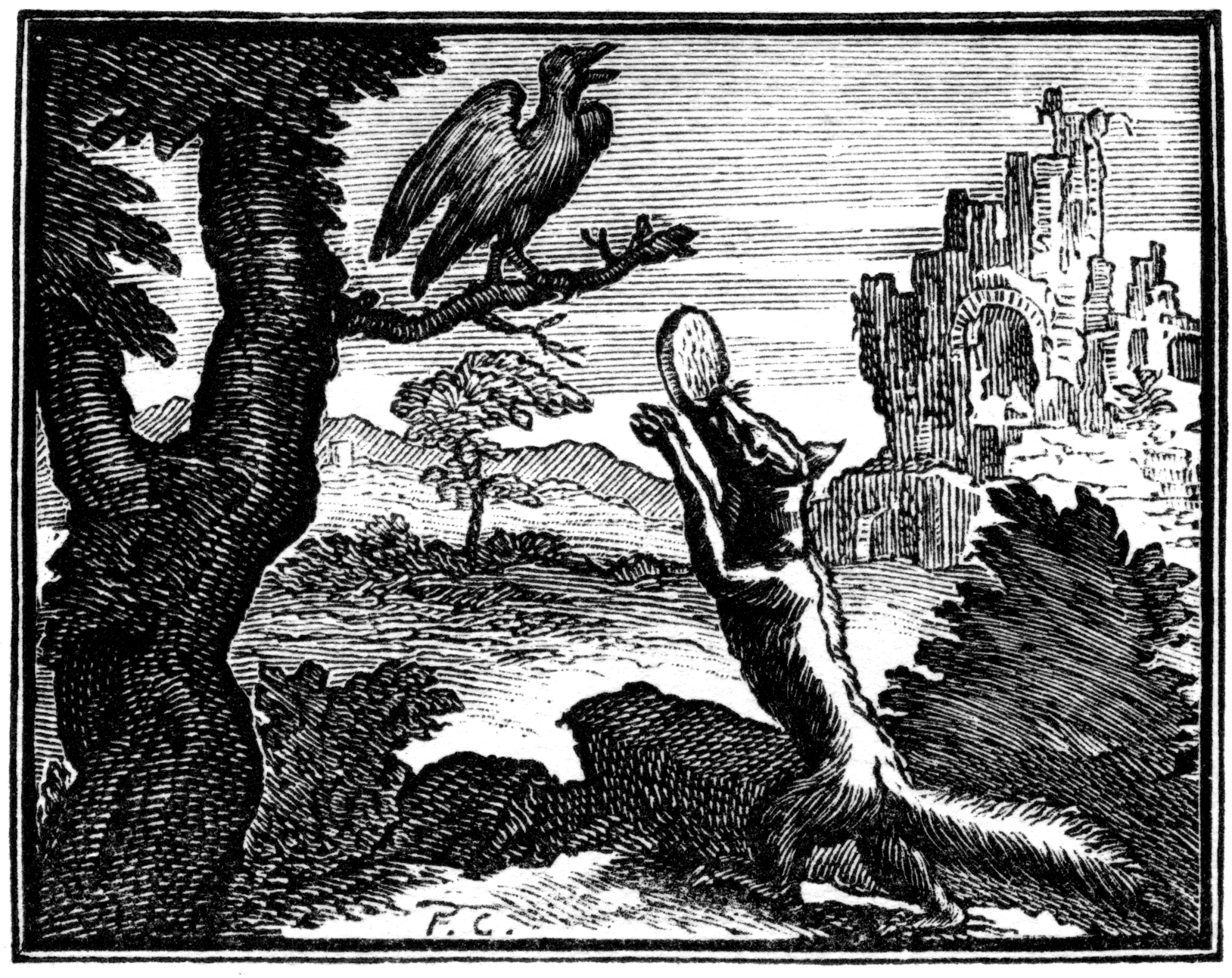
Illustration tirée du premier recueil des Fables de La Fontaine (1668).
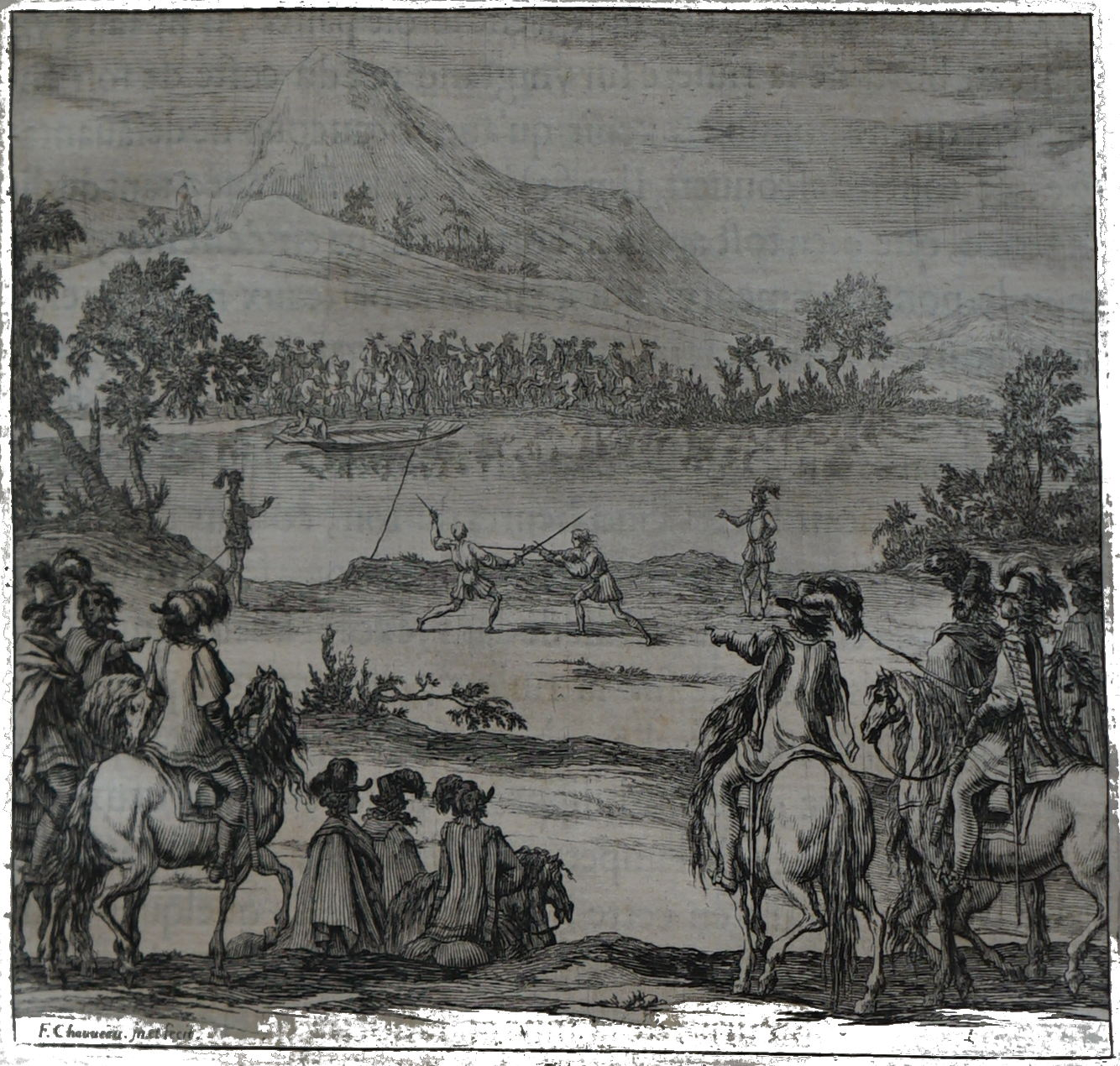
participation au livre de Marc de Vulson de La Colombière : "le théâtre d'honneur...".

### Dans les collections publiques
- Paris, Beaux-arts de Paris : 
  - Trois princes déposant des couronnes aux pieds de Marie, sanguine, plume et encre brune, lavis d'encre noire. H. 0,181 ; L. 0,132 m[7]. Cette composition correspond au frontispice de l'Amour innocent ou l'Illustre cavalier du sieur de Someire, publié en 1651 et réédité en 1659 chez la veuve Denis Thierry. Rapidement esquissée, la scène est d'abord conçue avec un trait de sanguine puis achevée avec un généreux lavis brun pour le rendu des ombres[8].
  - Alaric combat un ours, sanguine, plume et encre brune, lavis d'encre noire. H. 0,263 ; L. 0,197 m[9]. Ce dessin correspond à l'une des planches exécutées pour Alaric ou Rome vaincue, poème épique de Georges de Scudéry, publié en 1654. Alaric, prince des Goths part à la conquête de Rome. Il est, dans notre composition, entouré de ses compagnons dans la forêt coupant du bois destiné à la construction de ses navires. Le sorcier Rigilde, hostile à ce projet, envoie un ours à la rencontre du héros. Chauveau se montre très fidèle au texte[10].